# Christiane Grunwald
Christiane Grunwald (* 1923; † 2001 in Bonn) war eine deutsche Klassische Archäologin.

## Leben
Christiane Grunwald, Tochter des Berliner Malers Max Grunwald (1889–1960), studierte Klassische Archäologie. 1952 war sie wissenschaftliche Hilfsarbeiterin an der von Carl Weickert geleiteten Zentrale des Deutschen Archäologischen Instituts in Berlin. Sie wurde 1956 bei Ernst Homann-Wedeking an der Universität Hamburg promoviert. 1958/59 erhielt sie das Reisestipendium des Deutschen Archäologischen Instituts. Von 1967 bis zu ihrem Ruhestand 1988 war sie Kustodin des Akademischen Kunstmuseums der Universität Bonn.

## Veröffentlichungen
- Frühe attische Kampfdarstellungen. Dissertation Universität Hamburg 1956 (maschinenschriftlich).
  - gedruckt: Frühe attische Kampfdarstellungen. In: Acta Praehistorica et Archaeologica. 15, 1983, S. 55–104.
- Fragment eines etruskischen Bronzebeschlages. In: Peter Zazoff (Hrsg.): Opus nobile. Festschrift zum 60. Geburtstag von Ulf Jantzen. Steiner, Wiesbaden 1969, S. 53–62
- Griechische Tongefäße aus dem Akademischen Kunstmuseum Bonn. In: Keramos. 47, 1970, S. 56–60.
- Das Akademische Kunstmuseum der Universität. In: Bonner Universitätsblätter. 1971, S. 71–75.
- Meisterterrakotten im Akademischen Kunstmuseum. In: Bonner Universitätsblätter. 1972, S. 15–22.
- Das Akademische Kunstmuseum der Universität Bonn. In: Das Rheinische Landesmuseum Bonn. Berichte aus der Arbeit des Museums. 1973, S. 45–47.
- Thorvaldsen und die Aegineten. Eine Ausstellung im Akademischen Kunstmuseum der Universität Bonn. In: Das Rheinische Landesmuseum Bonn. Berichte aus der Arbeit des Museums. 1976, S. 13–15.
- Zu den Aegineten-Ergänzungen. In: Bertel Thorvaldsen. Untersuchungen zu seinem Werk und zur Kunst seiner Zeit. Köln 1977, S. 305–341.
- Akademisches Kunstmuseum der Universität Bonn. Tätigkeitsbericht für die Zeit vom 1.1.1967 bis 31.12.1976. In: Bonner Jahrbücher. 177, 1977, S. 623–645 (Digitalisat).
- (Konzeption des Kataloges): Schätze aus Zypern. 8 Jahrtausende Neolithikum bis Mittelalter. Terrakotten, Vasen, Plastik, Geräte, Waffen, Schmuck. [Katalog einer Ausstellung  23. November 1976 bis 17. Januar 1977 Smithsonian Institution, National Museum of National History, Washington; 4. November 1979 bis Ende März 1980 Malioti Cultural Centre, Boston; 5. November bis 7. Dezember 1980 Akademisches Kunstmuseum der Universität Bonn / Kultur-Forum der Stadt Bonn]. Akademisches Kunstmuseum der Universität Bonn, Bonn 1980.
- Leihgaben für das Akademische Kunstmuseum. In: Bonner Universitätsblätter. 1981, S. 6–13.
- Akademisches Kunstmuseum der Universität Bonn. Tätigkeitsbericht für die Zeit vom 1.1.1977 bis 31.8.1988. In: Bonner Jahrbücher. 89, 1989, S. 499–517 (Digitalisat).
- Zur Frage der Tradierung mykenischen Bildguts an die geometrische Kunst. In: Hans-Ulrich Cain, Hanns Gabelmann, Dieter Salzmann (Hrsg.): Festschrift für Nikolaus Himmelmann. Beiträge zur Ikonographie und Hermeneutik (= Bonner Jahrbücher. Beiheft 47). Zabern, Mainz 1989, ISBN 3-8053-1033-1, S. 27–33.